# Joaquim Leitão
Joaquim Leitão, ComIH, OM (nascut el 1956) és un director de cinema portuguès. Va guanyar dos Globos de Ouro, el 1996 per Adão e Eva i el 1998 per Tentação.

## Biografia
Va estudiar dret a la Universitat de Lisboa, però va canviar a direcció de pel·lícules.
A la dècada de 1980 va dirigir diversos curtmetratges i vídeos musicals.
El 1994 va escriure Uma Cidade Qualquer per a la Capital Europea de la Cultura. Va seguir amb Adão e Eva (1995), el repartiment del qual incloïa Joaquim de Almeida i Maria de Medeiros en els papers de dues figures de mitjans de televisió comercials, i per a la qual va rebre dos "Globos de Ouro": Millor pel·lícula i Millor director. Amb Tentação (1997) va aconseguir un dels majors èxits comercials del cinema portuguès, i després, va dirigir Inferno (1999), la sèrie Até Amanhã Camaradas  (2005) - adaptació de l'obra homònima d'Álvaro Cunhal - i 20,13 Purgatório (2006).
Joaquim Leitão també va participar en diverses pel·lícules com a actor, sobretot en pel·lícules de Fernando Lopes, Ruy Guerra i António Pedro Vasconcelos.
Va ser guardonat amb el Comandant de l'Orde de l'Infant Dom Henrique, pel president de la República Jorge Sampaio l'any 2005.

## Filmografia
- Duma Vez por Todas (1986)
- Ao Fim da Noite (1991)
- Uma Vida Normal (1994)
- Adão e Eva (1995)
- Tentação (1997)
- Inferno (1999)
- 20,13 Purgatório (2006)
- A Esperança Está Onde Menos Se Espera (2009)
- Quarta Divisão (2013)
- Sei Lá (2014)
- Índice Médio de Felicidade (2017)
- O Fim da Inocência (2017)

Curtmetratges
- O Aprendiz de Mago (1980)
- A Ilha (1990)
- O Resgate (1990)
- Uma Cidade Qualquer (1994) - Capital Europeia da Cultura

televisió
- Voltar (1988)
- Até Amanhã, Camaradas (minisèrie) (2005)
- Terra Nova (sèrie) (2020)